# Elytracanthina propinqua
Elytracanthina propinqua là một loài bọ cánh cứng trong họ Cerambycidae.